# بينجامين جي. هيل
بينجامين جي. هيل هو وزير وعسكري وسياسي مكسيكي، ولد في 31 مارس 1874 في Choix ‏ في المكسيك، وتوفي في 14 ديسمبر 1920 في مدينة مكسيكو في المكسيك بسبب سم.